# هنري كاسبرتشاك
هنري فويتشيك كاسبرتشاك (بالبولندية: Henryk Wojciech Kasperczak)‏ (من مواليد 10 يوليو 1946 في زابرجي - بولندا) مدرب كان لاعبا ناجحا مع المنتخب البولندي في خط الوسط، وحقق ثالث العالم في مونديال 1964 وبرونزية أوليمبياد منتريال 1976 وحاليا فرنسي الجنسية.
كلاعب دولي شارك في 61 مباراة سجل خلالهم خمسة أهداف فقط. تولى الولاية الفنية لمنتخبات ساحل العاج، تونس، المغرب، مالي، والسنغال. تألق كاسبرتشاك التدريبي كان في القارة السمراء، وزين تاريخه في كأس الأمم الإفريقية بتحقيقه المركز الثاني مع منتخب تونس لكرة القدم عام 1996، والمركز الثالث مع ساحل العاج في نسخة 1994، والرابع مع منتخب مالي لكرة القدم في بطولة 2002.
مسيرة كاسبرتشاك التدريبية بدأت بأندية فرنسية، أبرزها ميتز وسانت اتيان ومونبيليه وستراسبورج وباستيا ولم يحقق بطولات مع أيهم. سجله التدريبي للأندية العربية هو فريق الوصل فقط في الفترة من 1999 وحتى 2000. آخر فريق دربه كان في اليونان من خلال إيه أو كافالا ومكث فيه أربع أشهر فقط في الفترة من نوفمبر 2010 وحتى مارس 2011.
تمت إقالة كاسبرتشاك فجأة من كافالا اليوناني لأسباب غير معلنة، قيل أنها بسبب «مشاكل في عقده» ولم يتم التأكيد. أدار كاسبرتشاك 17 مباراة لكافالا في الأشهر الأربعة منهم واحدة فقط في الكأس خسرها، وفي المجمل فاز في ستة وخسر مثلهم وتعادل في خمسة.

## روابط خارجية
- هنري كاسبرتشاك على موقع الاتحاد الدولي (مؤرشف)  (الإنجليزية)
- هنري كاسبرتشاك على موقع الاتحاد الأوربي (الإنجليزية)
- هنري كاسبرتشاك على موقع قاعدة بيانات كرة القدم.إي يو (الإنجليزية)
- هنري كاسبرتشاك على موقع ناشيونال فوتبول تيمز (الإنجليزية)
- هنري كاسبرتشاك على موقع Soccerbase.com (لاعب) (الإنجليزية)
- هنري كاسبرتشاك على موقع عالم كرة القدم.نت (الإنجليزية)
- هنري كاسبرتشاك على موقع كووورة
- هنري كاسبرتشاك على موقع أوليمبيديا (الإنجليزية)
- هنري كاسبرتشاك على موقع اللجنة الأولمبية البولندية (مؤرشف) (البولندية)